# Otto 3. af Brandenburg
Otto 3. af Brandenburg, kaldet Otto den Fromme (født 1215, død 9. oktober 1267), var markgreve af Brandenburg fra 1205 til 1220. Han regerede sammen med sin bror, Johan 1. indtil dennes død i 1266.
Otto tilhørte huset Askanien og var søn af Albrecht 2. af Brandenburg.